# Agostino Vespucci
Agostino Matteo Vespucci (Terricciola, 1462 – Terranuova, 1515) è stato un funzionario italiano della cancelleria, segretario e assistente di Niccolò Machiavelli.

## Biografia
Cugino di Amerigo Vespucci, allievo di Poliziano e autore di una serie di lettere e manoscritti, è diventato noto per le sue annotazioni relative all'attività di Leonardo da Vinci a Firenze nel 1503.
La scoperta di un suo commento, scritto a margine di un'edizione del 1477 delle Epistulae ad Familiares di Cicerone conservata nella Biblioteca dell'Università di Heidelberg, è stata realizzata da Armin Schlechter nel 2005, mentre stava catalogando il libro per una mostra di incunaboli.
Il testo latino della nota relativa al pittore è il seguente: Apelles pictor. Ita Leonardus Vincius facit in omnibus suis picturis, ut enim caput Lise del Giocondo et Anne matris virginis. Videbimus, quid faciet de aula magni consilii, de qua re convenit iam cum vexillifero. 1503 octobris. (Traduzione: "Il pittore Apelle. Così fece Leonardo da Vinci in tutti i suoi dipinti, come, infatti, nel volto di Lisa del Giocondo e in quello di Anna, la madre della Vergine. Vedremo cosa farà nella grande sala consiliare, sulla quale si è appena accordato con il gonfaloniere. Ottobre 1503." ).
Nel commento Vespucci sottolinea una somiglianza di stile tra Leonardo e il famoso pittore greco antico Apelle, creando un parallelo tra una sua Venere e la Gioconda. Entrambi avrebbero realizzato la testa e le spalle dei soggetti con dettagli straordinari, lasciando imperfetto il resto del dipinto. Il legame tra il ritratto di Lisa del Giocondo e la data 1503 ha consentito di convalidare le informazioni di Giorgio Vasari, fonte successiva spesso inaffidabile, che ricorda la commissione ricevuta da Leonardo proprio in quel momento di realizzare la moglie di Francesco del Giocondo, "Monna Lisa".